# Józef Pankiewicz

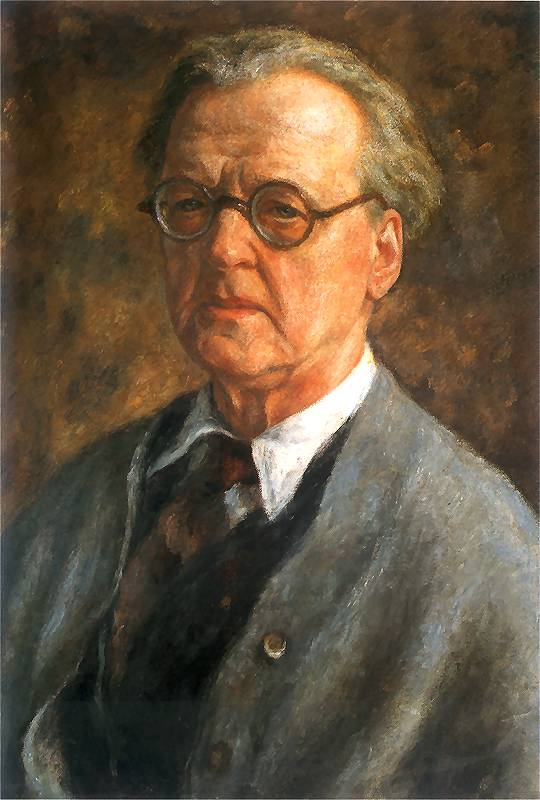
Autoportret

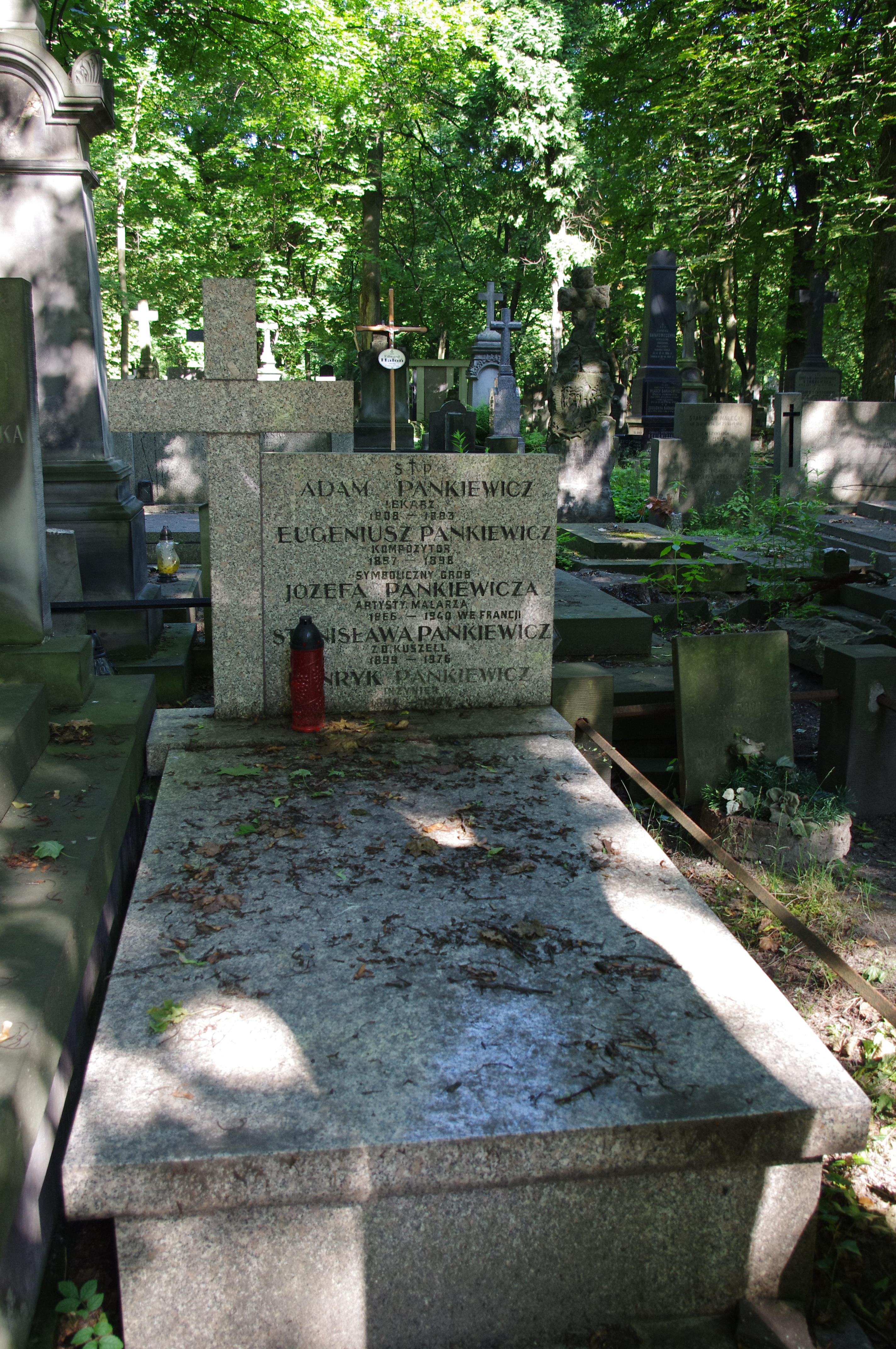
Grób malarza Józefa Pankiewicza (symboliczny) i jego brata – kompozytora Eugeniusza Pankiewicza na Starych Powązkach w Warszawie

Józef Pankiewicz (ur. 29 listopada 1866 w Lublinie, zm. 4 lipca 1940 w La Ciotat) – polski malarz i grafik, pedagog.

## Życiorys
Był synem Adama Pankiewicza (1808–1883) i Jadwigi Heleny z Eichlerów (1827–1904), córki Karola Ferdynanda Eichlera. Jego starszym bratem był Eugeniusz Pankiewicz. Był z wyznania luteraninem po matce.
W latach 1884–1885 uczył się w warszawskiej Klasie Rysunkowej pod kierunkiem Wojciecha Gersona i Aleksandra Kamińskiego, następnie wraz z Władysławem Podkowińskim wyjechał do Petersburga aby w latach 1885–1886 przebywać na stypendium w tamtejszej Akademii Sztuk Pięknych. W 1889 obaj artyści udali się do Paryża. Tam jego obraz Targ na jarzyny na placu za żelazną bramą (1888, realistyczny, zdradzający wpływ Aleksandra Gierymskiego) został nagrodzony srebrnym medalem na Wystawie Powszechnej.
Zapoznawszy się z pracami impresjonistów po powrocie do Warszawy w 1890, starał się przenieść na rodzimy grunt francuskie trendy malarskie. Nawiązujący do impresjonizmu Targ na kwiaty przed kościołem Św. Magdaleny w Paryżu (1890) spotkał się z nieprzychylnym odbiorem polskiej krytyki i publiczności, która doradzała malarzowi wizytę u okulisty. Bezkompromisowy impresjonizm objawił się w obrazach Wóz z sianem (1890), Pejzaż z krzewami (1890). Kolejne lata przyniosły fascynację symbolizmem. Tworzył nastrojowe nokturny o ciemnym, niemal monochromatycznym kolorycie: Rynek Starego Miasta w Warszawie nocą (1892), Dorożka nocą (1896), Łabędzie w ogrodzie Saskim (1896), Park w Duboju (1897). Inspirowany m.in. twórczością Jamesa Whistlera tworzy cykl nastrojowych portretów m.in. Portret Dziewczynki w czerwonej sukni (1897), Portret Pani Oderfeldowej z córką (1897, nagrodzony na Wystawie Powszechnej w Paryżu złotym medalem).
W 1897 wstąpił do krakowskiego Towarzystwa Artystów Polskich „Sztuka”. W latach 1897–1906 podróżował po zachodniej Europie zwiedzając Holandię, Belgię, Włochy, Anglię, Niemcy i Francję. W roku 1906 został profesorem Akademii Sztuk Pięknych ASP w Krakowie. W 1908 podczas pobytu we Francji zaprzyjaźnił się z Pierre’em Bonnardem i Felixem Fénéonem. Kolejne wakacyjne wizyty we Francji zaowocowały szeregiem obrazów i akwafort przedstawiających widoki Concarneau, Saint-Valery-en-Caux, Collioure, Saint-Tropez, Vernon i Giverny. W tym okresie pozostawał pod silnym wpływem twórczości Paula Cézanne’a. Zaświadcza o tym m.in. seria martwych natur w tym najznakomitsza Martwa natura z owocami i nożem (1909).
W 1908 poślubił Wandę Marię z Lublińskich 1 voto Waydel (1864–1957), która się dla niego rozwiodła, przeszła na luteranizm i zostawiła córki m.in. Jadwigę Waydel-Dmochowską.
Wojenne lata 1914–1919 spędził w Hiszpanii. W styczniu 1919 roku wszedł w skład Komitetu Polskiego, będącego hiszpańską delegaturą Komitetu Narodowego Polskiego; przez miejscowe służby uważany był za "element wywrotowy".
W Hiszpanii Pankiewicz zaprzyjaźnił się z Robertem Delaunayem, któremu zawdzięcza zmianę stylu. Płótna „okresu hiszpańskiego” cechują geometryzacja (wpływ kubizmu) oraz intensywność płasko kładzionych barw (wpływ fowizmu): Ulica w Madrycie (1916), Taras w Madrycie (1917). W latach 20. zainicjował nurt polskiego koloryzmu nawiązujący do twórczości francuskich postimpresjonistów. Jako pedagog patronował grupie malarzy i grafików skupionych w Komitecie Paryskim, zwanej potocznie kapistami. W jej skład wchodzili m.in. Jan Cybis, Artur Nacht-Samborski, Józef Czapski, Zygmunt Waliszewski i Piotr Potworowski. Od 1923 został ponownie profesorem ASP w Krakowie, od 1925 kierował filią tej uczelni w Paryżu.
Dwudziestolecie międzywojenne przyniosło kolejną zmianę stylu Pankiewicza. Stopniowo zrezygnował on z czystego, intensywnego, dekoracyjnego koloru na rzecz malarstwa walorowego, będącego obiektywną wizją rzeczywistości. Ewolucję ówczesnej twórczości malarza znakomicie ilustrują trzy martwe natury. Martwa natura z ananasem (1923) to intensywne jasne, kolory, barwna płaszczyzna dekoracyjna. Późniejsza Martwa natura z zielonym dzbanem (1929) zdradza zainteresowanie warsztatem mistrzów holenderskich XVII wieku. Wąska gama kolorystyczna i realizm kreuje nastrój refleksji i wyciszenia. Owoce w koszyku (1938) to kwintesencja malarskiej doskonałości, trudno znaleźć tu odniesienie do określonego kierunku w sztuce. Częstym tematem powojennych prac malarza są „pejzaże z puszystymi koronami drzew” okolic Sanary-sur-Mer, Cassis i La Ciotat.
Otrzymał nagrodę Ministra Wyznań Religijnych i Oświecenia Publicznego w Salonie Malarskim 1937.
Jego symboliczny grób znajduje się na cmentarzu Powązkowskim (kwatera 187-6-15, pochówek symboliczny).

## Wybrane dzieła

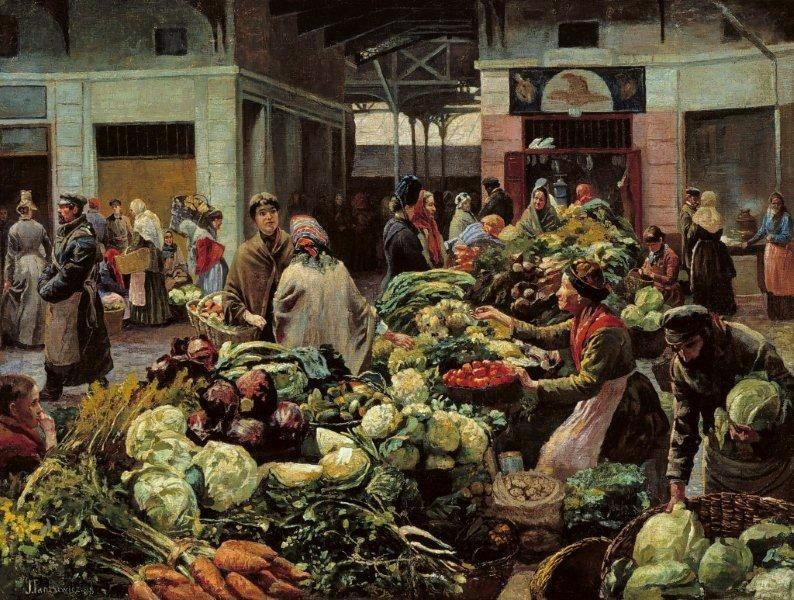
Targ na jarzyny na placu za żelazną bramą, (falsyfikat[7][8]) Muzeum Narodowe w Poznaniu
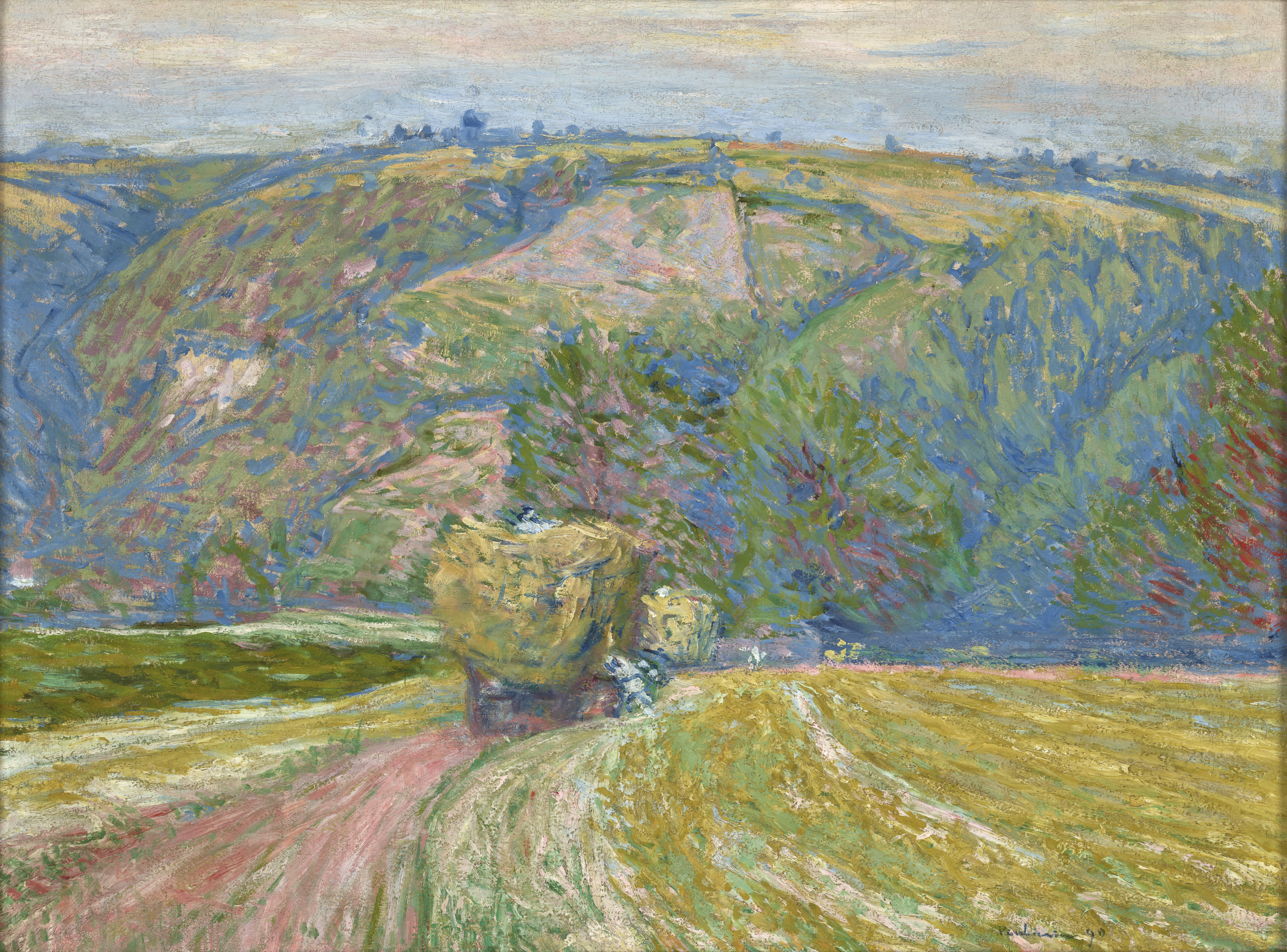
Wóz z sianem, 1890, Muzeum Narodowe w Krakowie
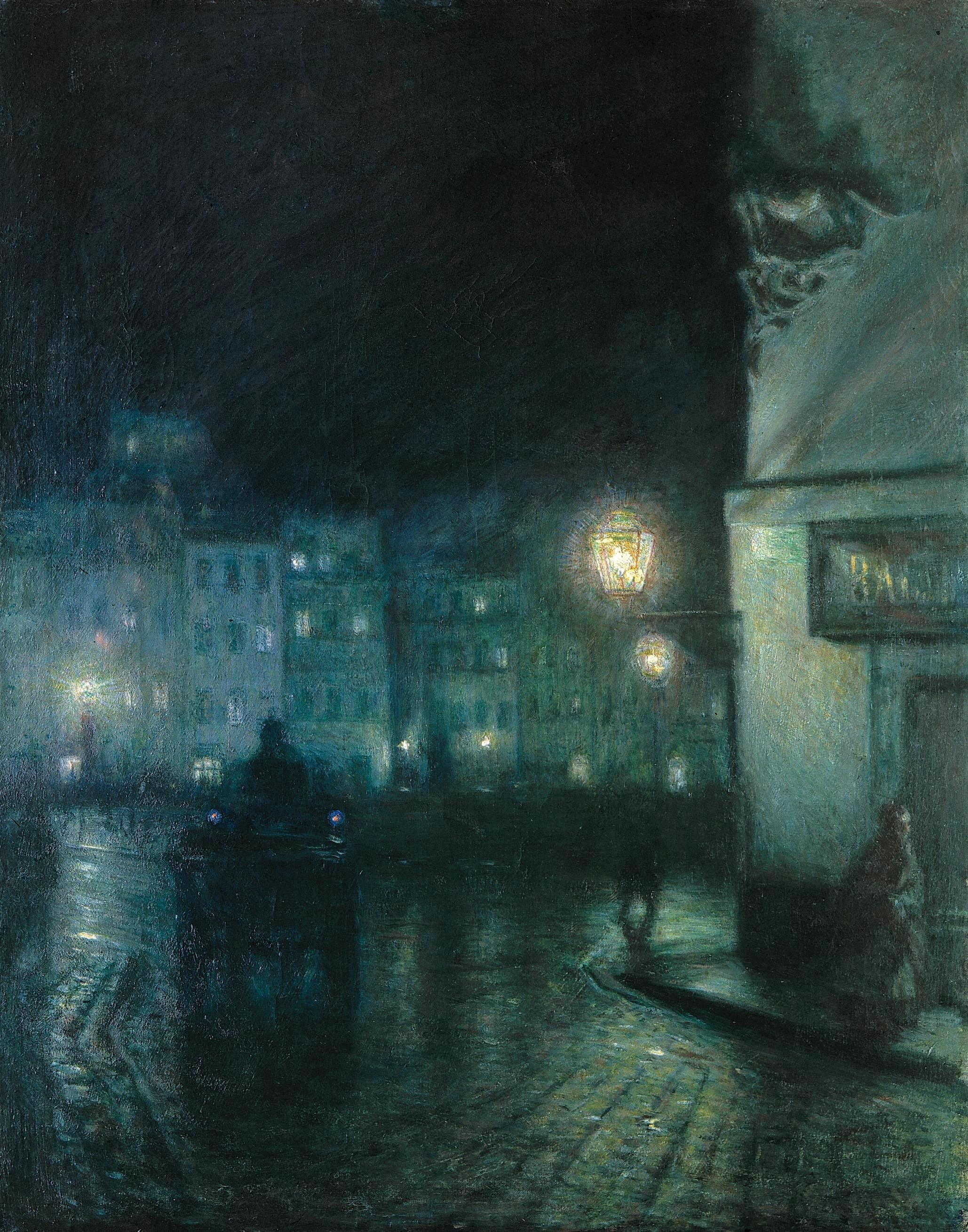
Rynek Starego Miasta w Warszawie nocą, 1892
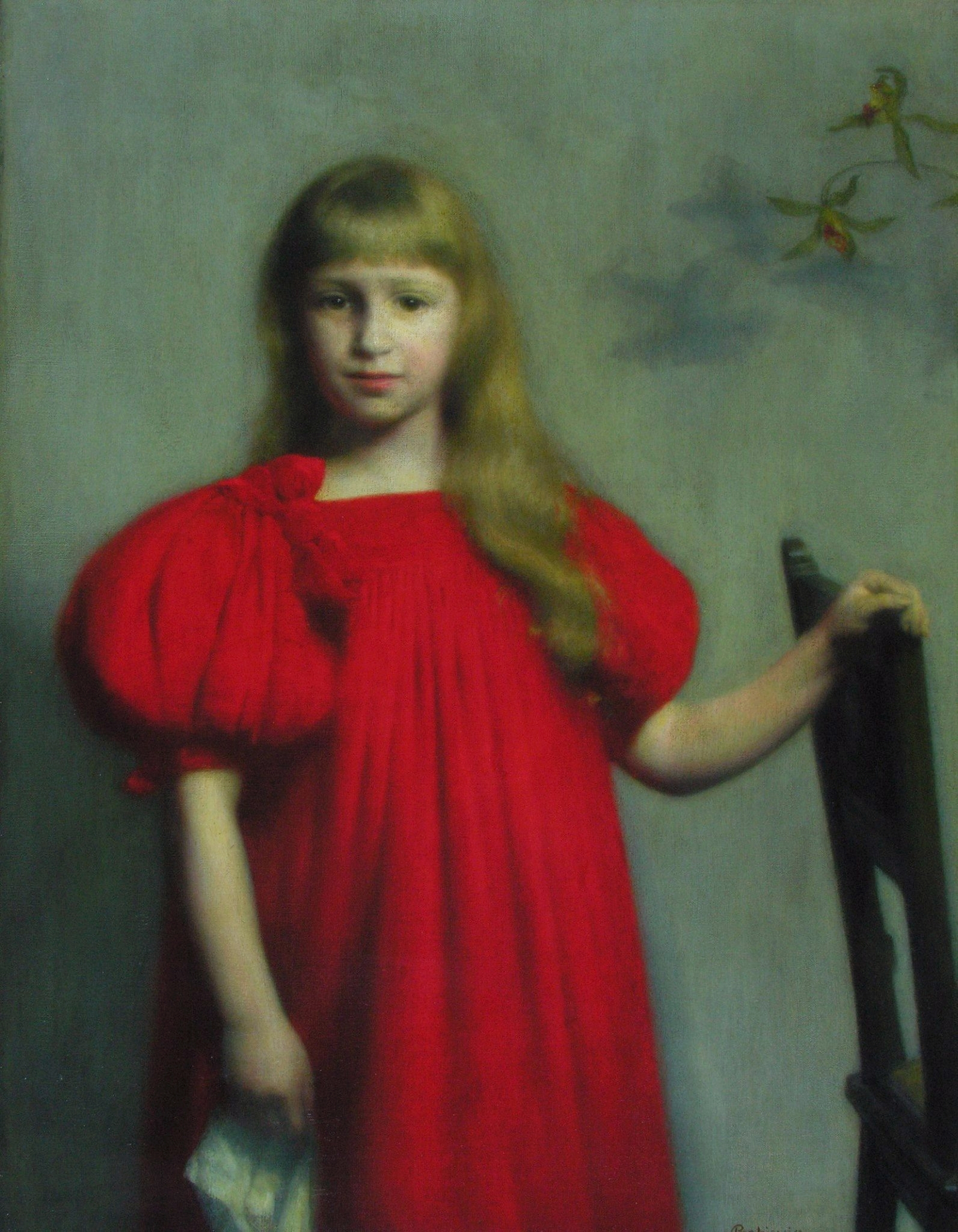
Portret dziewczynki w czerwonej sukni (Józefy Oderfeldówny) 1897, Muzeum Narodowe w Kielcach
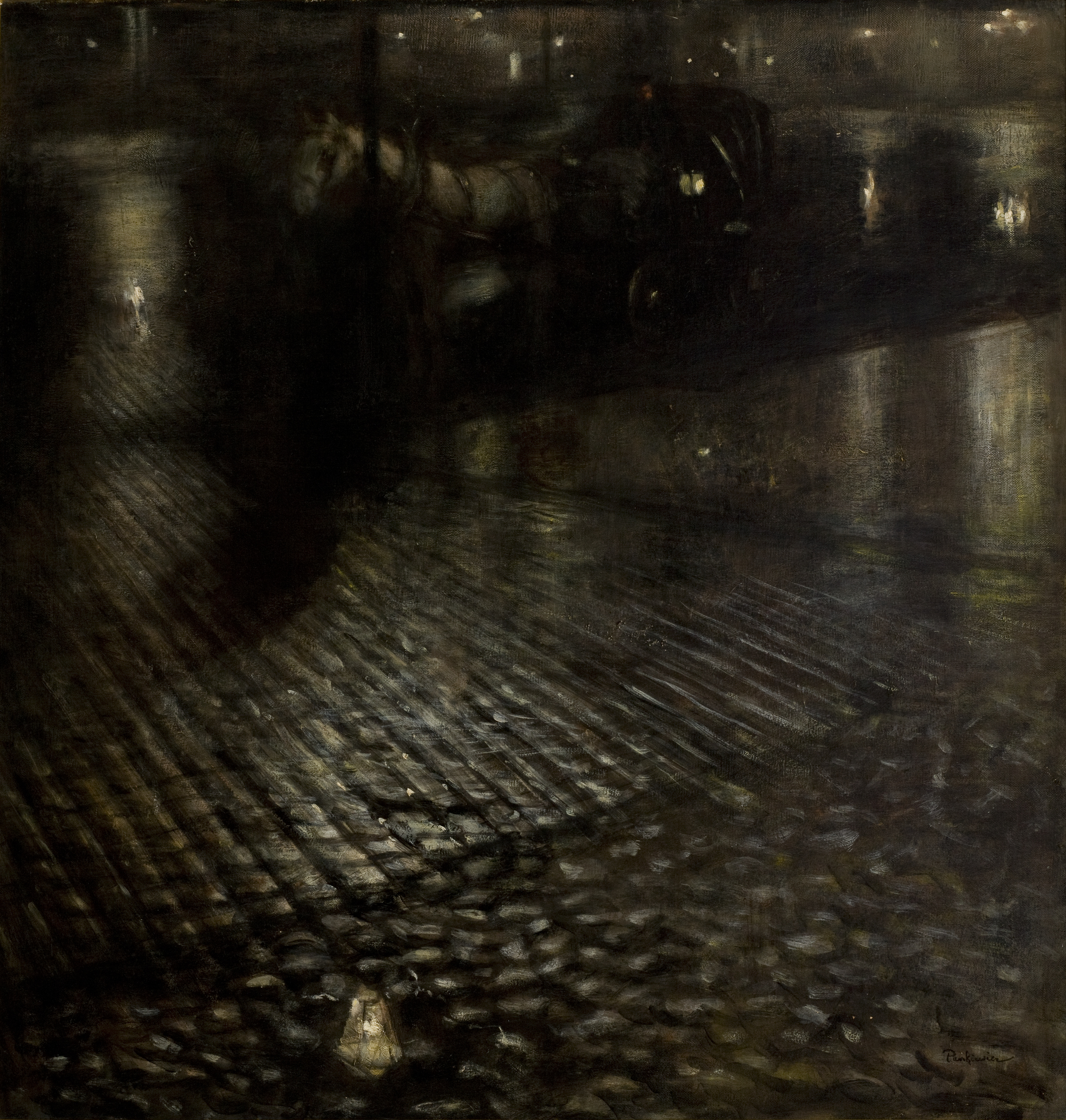
Dorożka w deszczu, 1896, Muzeum Narodowe w Krakowie
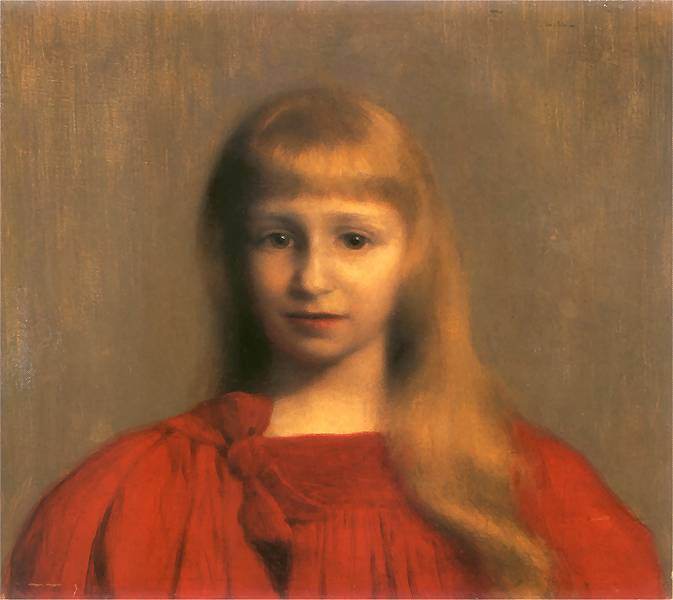
Dziewczynka w czerwonej sukience, 1897, Muzeum Narodowe w Krakowie
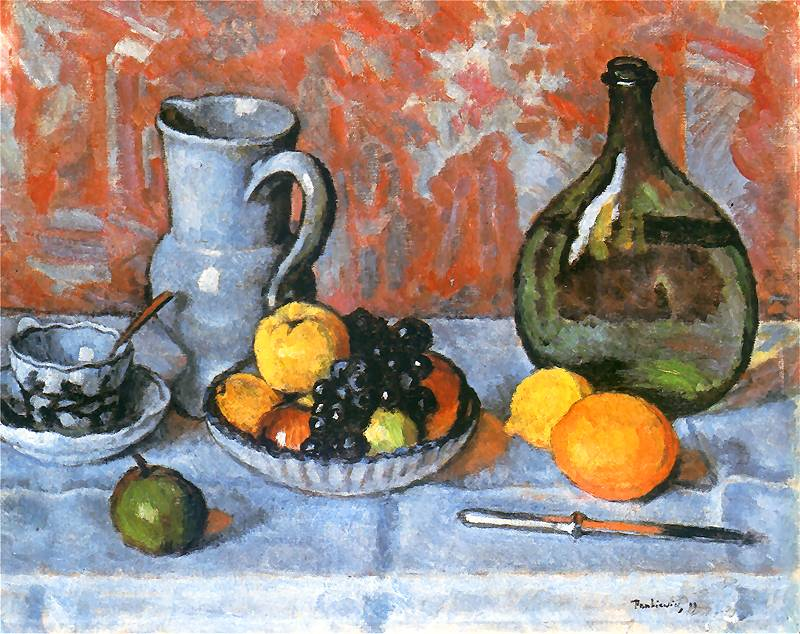
Martwa natura z owocami i nożem, 1909
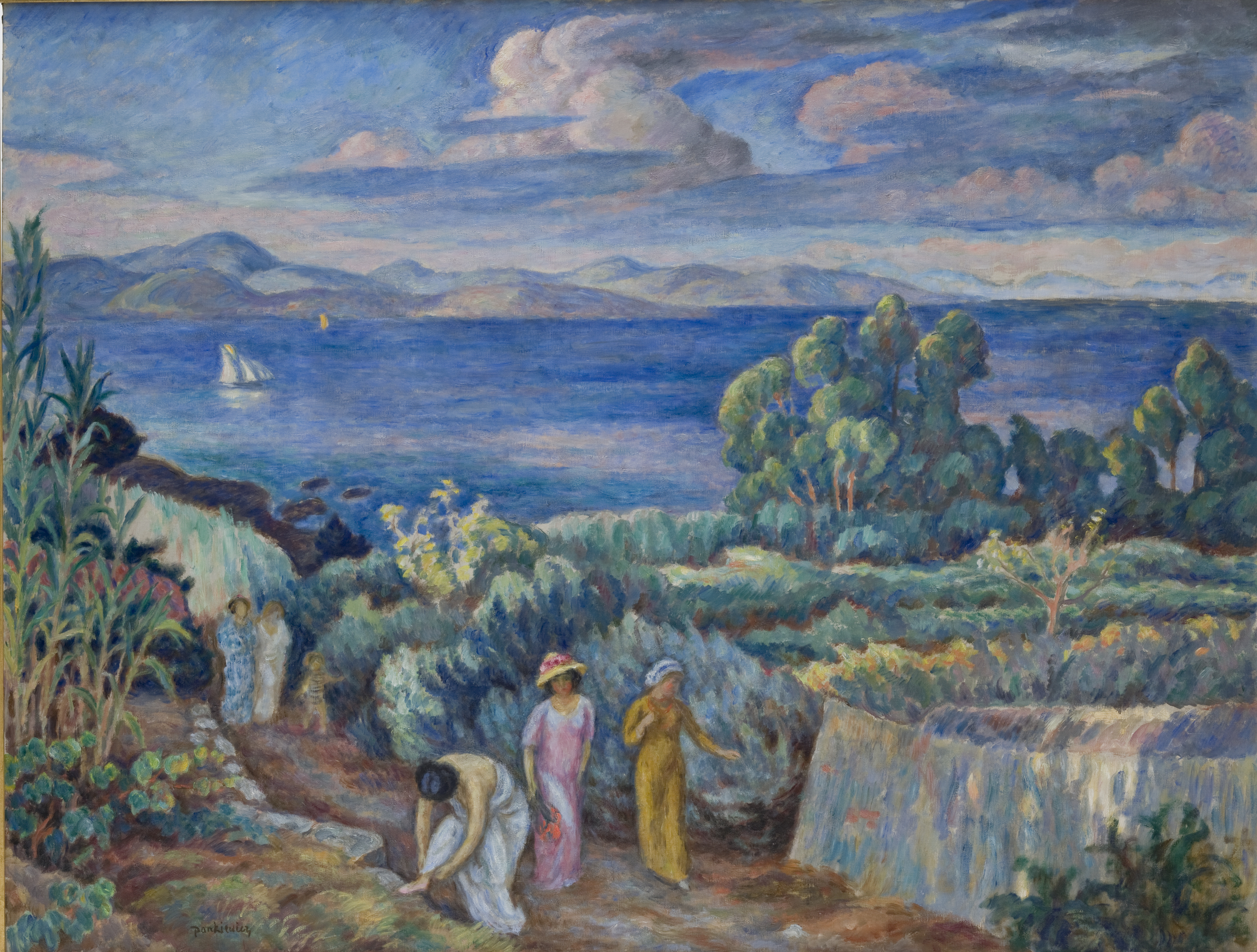
Powrót z kąpieli, 1909–1913, Muzeum Narodowe w Krakowie
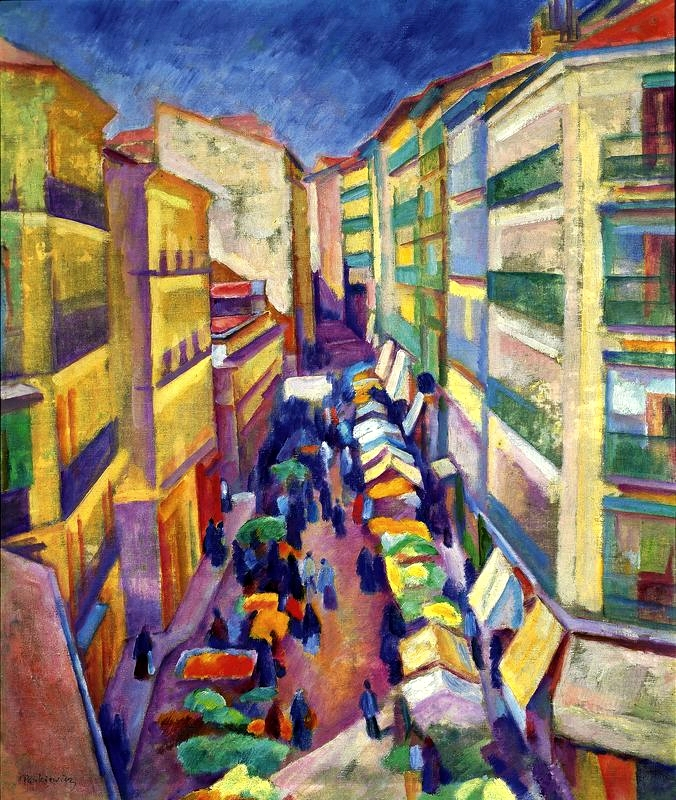
Ulica w Madrycie (1916), Muzeum Narodowe w Warszawie
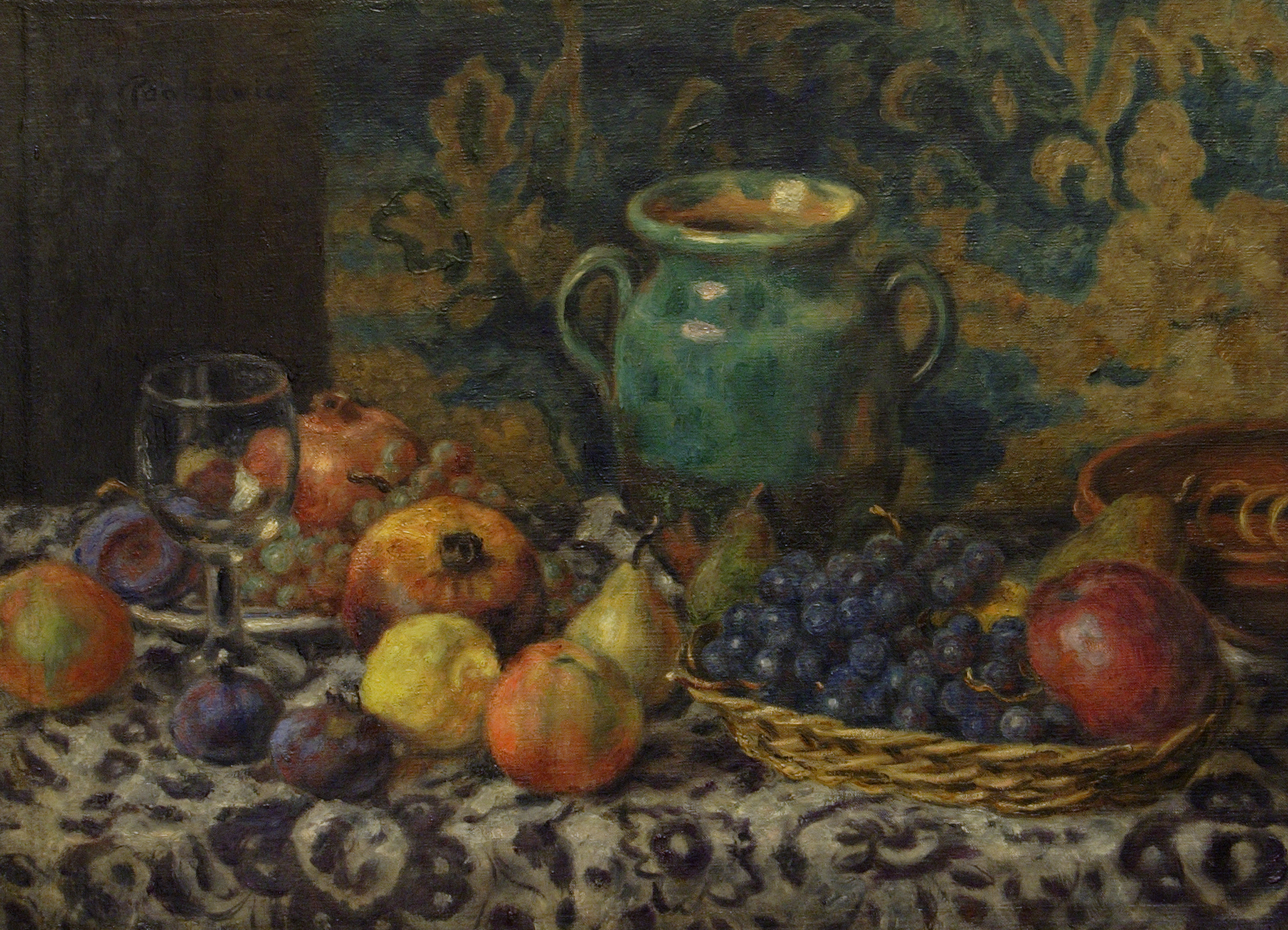
Martwa natura z zielonym dzbanem, 1929, Muzeum Śląskie w Katowicach

## Ordery i odznaczenia
- Kawaler Legii Honorowej (1927, Francja)[9]
- Krzyż Komandorski Orderu Odrodzenia Polski (10 listopada 1933)[10]
- Złoty Wawrzyn Akademicki (7 listopada 1936)[11]

## Upamiętnienie
Jest patronem Państwowego Liceum Sztuk Plastycznych im. J. Pankiewicza w Katowicach. 